# Долгушин, Александр Васильевич
Алекса́ндр Васи́льевич Долгу́шин (1848 — 30 июня [12 июля] 1885) — русский революционер-народник.

## Биография
Родился в 1848 году в городе Таре в семье дворянина титулярного советника Василия Фомича Долгушина. В городе Таре его отец служил в Министерстве народного просвещения (был учителем 2 класса, рисования, русского языка Тарского уездного городского училища в 1837—1844 годах, а затем штатный смотритель этого училища в 1844—1852 годах).
Учился в Тобольской гимназии, но не окончил курса. В 1866 году поступил вольнослушателем в Петербургский технологический институт.
Организовал в Петербурге в 1869 кружок «сибиряков-автономистов», ставивший целью пропаганду идеи отделения Сибири.
4 января 1870 был арестован по делу «нечаевцев» и заключён в Петропавловскую крепость. Судом особого присутствия Петербургской судебной палаты был оправдан и освобождён в августе 1871 года.
После освобождения А. В. Долгушин служил управляющим в мастерской железной посуды, где вёл агитацию среди рабочих.

## Кружок «долгушинцев»
Осенью 1872 года на квартире А. В. Долгушина сформировался кружок, обсуждавший вопросы пропаганды в народе и считавший крестьянство готовым к восстанию. В кружок входило около 20 человек, в частности, Л. А. Дмоховский, Н. А. Плотников, И. И. Папин, Д. И. Гамов. К кружку примыкал публицист В. В. Берви-Флеровский. В 1873 году долгушинцы перенесли свою деятельность в Московскую губернию, где в деревне Сареево Звенигородского уезда Долгушин построил дом и устроил подпольную типографию. Печатались и распространялись воззвания «К русскому народу» и «К интеллигенции» среди крестьян, а также среди рабочих Реутовской мануфактуры под Москвой и делались попытки вести устную пропаганду в народе. Их деятельность предшествовала массовому хождению в народ середины 1870-х годов.

## Арест, каторга и смерть
Арестован 16 сентября 1873, в 1874 особым присутствием Сената приговорён к лишению всех прав состояния и 10 годам каторги. 5 мая 1875 года на Конной площади в Петербурге был подвергнут гражданской казни. Также к каторге были приговорены Дмоховский, Плотников, Гамов и Папин.
До октября 1880 года отбывал наказание в Новобелгородской центральной каторжной тюрьме Харьковской губернии, затем в Мценской пересыльной тюрьме.
С июля 1881 года отбывал наказание в городской тюрьме города Красноярска Енисейской губернии, где за пощёчину тюремному надзирателю было добавлено 15 лет каторги. Здесь же принимал участие в массовом протесте заключённых по поводу ужесточения режима, за что получил дополнительно ещё 10 лет каторги.
В феврале 1882 года был переведён в Карийскую каторжную тюрьму Забайкальской области. Здесь также неоднократно принимал участие в протестах заключённых. За участие в организации побега И. Н. Мышкина, в июне 1883 года был переведён в Петропавловскую крепость Санкт-Петербурга.
В августе 1884 года был переведён в Шлиссельбургскую крепость Санкт-Петербурга, где и умер 30 июня 1885 года от туберкулёза лёгких.

## Труды
- Заживо погребённые. А. В. Долгушин. Издательство «Земля и воля». Санкт-Петербург. 1878 (переиздания в 1920, 1923, 2023)